# Stefan Kulovits
Stefan Kulovits (ur. 19 kwietnia 1983 w Wiedniu) – austriacki piłkarz grający na pozycji defensywnego pomocnika. Od 2013 jest zawodnikiem klubu SV Sandhausen.

## Kariera klubowa
Swoją karierę piłkarską Kulovits rozpoczął w amatorskim klubie SC Red Star Penzing. Następnie w 1998 roku podjął treningi w Rapidzie Wiedeń. W sezonie 2001/2002 grał w rezerwach Rapidu. Latem 2002 awansował do kadry pierwszej drużyny Rapidu i w sezonie 2002/2003 zadebiutował w niej w austriackiej Bundeslidze. W sezonie 2004/2005 osiągnął swój pierwszy sukces w karierze, gdy wywalczył z Rapidem mistrzostwo Austrii. Tytuł mistrzowski wywalczył również w sezonie 2007/2008. Z kolei w sezonach 2008/2009 i 2011/2012 został mistrzem kraju.
Latem 2013 roku Kulovits przeszedł do SV Sandhausen.
| Sezon   | Klub            | Kraj    | Rozgrywki     | Mecze | Bramki |
| ------- | --------------- | ------- | ------------- | ----- | ------ |
| 2001/02 | Rapid Wiedeń II | Austria | Regionalliga  | 4     | 0      |
| 2002/03 | Rapid Wiedeń    | Austria | Bundesliga    | 18    | 1      |
| 2003/04 | Rapid Wiedeń    | Austria | Bundesliga    | 19    | 0      |
| 2004/05 | Rapid Wiedeń    | Austria | Bundesliga    | 28    | 0      |
| 2005/06 | Rapid Wiedeń    | Austria | Bundesliga    | 10    | 0      |
| 2006/07 | Rapid Wiedeń    | Austria | Bundesliga    | 10    | 0      |
| 2007/08 | Rapid Wiedeń    | Austria | Bundesliga    | 23    | 1      |
| 2008/09 | Rapid Wiedeń    | Austria | Bundesliga    | 17    | 0      |
| 2009/10 | Rapid Wiedeń    | Austria | Bundesliga    | 19    | 0      |
| 2010/11 | Rapid Wiedeń    | Austria | Bundesliga    | 17    | 1      |
| 2011/12 | Rapid Wiedeń    | Austria | Bundesliga    | 18    | 0      |
| 2012/13 | Rapid Wiedeń    | Austria | Bundesliga    | 23    | 1      |
| 2013/14 | SV Sandhausen   | Niemcy  | 2. Bundesliga | 20    | 0      |
| 2014/15 | SV Sandhausen   | Niemcy  | 2. Bundesliga | 28    | 0      |
| 2015/16 | SV Sandhausen   | Niemcy  | 2. Bundesliga | 30    | 0      |
| 2016/17 | SV Sandhausen   | Niemcy  | 2. Bundesliga | 29    | 0      |
| 2017/18 | SV Sandhausen   | Niemcy  | 2. Bundesliga | 14    | 1      |
| 2018/19 | SV Sandhausen   | Niemcy  | 2. Bundesliga |       |        |

## Kariera reprezentacyjna
W reprezentacji Austrii Kulovits zadebiutował 8 lutego 2005 roku w zremisowanym 1:1 towarzyskim meczu z Cyprem, rozegranym w Limassolu.